# Нюнхаузген
Нюнхаузген (люксемб. Neihaischen, фр. Neuhaeusgen, нім. Neuhäuschen) — село в комуні Шуттранж на півдні Люксембургу. Станом на 2023 рік у селі проживало 259 осіб.